# Prva savezna liga Jugoslavije u nogometu 1975./76.
Prvenstvo Jugoslavije u nogometu za sezonu 1975./76. bilo je četrdeset i i sedmo po redu najviše nogometno natjecanje u Jugoslaviji, trideseto poslijeratno, koje je započelo 16. kolovoza 1975. i završilo 11. srpnja 1976.

Prvak je postao srbijanski klub, Partizan, koji je osvojio svoj sedmi naslov.

Najbolji strijelac bio je Nenad Bjeković iz Partizana s 24 golova.
Ukupan broj gledatelja iznosio je 2.882.904.
U lipnju je prvenstvo prekinuto na 2 tjedna zbog sudjelovanja jugoslavenske reprezentacije u završnoj fazi Europskog prvenstva koje se igralo u Jugoslaviji.

## Sustav natjecanja
Igralo se u dvije faze. Momčadi su međusobno igrale dvokružni ligaški sustav. Igrala se po jedna utakmica na domaćem i gostujućem terenu.  Prvakom je postala momčad koja je sakupila najviše bodova u skupini za prvaka (pobjeda = 2 boda, neodlučeni ishod = 1 bod, poraz = bez bodova).
Pravila koje su određivala poredak na ljestvici su bila: 1) broj osvojenih bodova, 2) gol-razlika, 3) baraž

## Formiranje lige
U obzir ulazi 16 najbolje plasiranih iz prethodne sezone, plus pobjednici dviju skupina Druge savezne lige 1974./75.
- Iz Prve savezne lige natjecali su se Hajduk Split, Vojvodina, Crvena zvezda, Velež Mostar, Dinamo Zagreb, Partizan, Sloboda Tuzla, OFK Beograd, Željezničar, Čelik Zenica, Olimpija Ljubljana, Sarajevo, Rijeka, Radnički Kragujevac i Vardar Skoplje
- Iz Druge savezne lige: Borac Banja Luka (pobjednik zapadne skupine) i Budućnost (pobjednik istočne skupine)

## Sudionici
| Slovenija       | Hrvatska                           | Bosna i Hercegovina                                                         | Srbija           | Srbija                                                                 | Srbija  | Crna Gora       | Makedonija   |
| Slovenija       | Hrvatska                           | Bosna i Hercegovina                                                         | Vojvodina        | Središnja Srbija                                                       | Kosovo  | Crna Gora       | Makedonija   |
| --------------- | ---------------------------------- | --------------------------------------------------------------------------- | ---------------- | ---------------------------------------------------------------------- | ------- | --------------- | ------------ |
| - Olimpija (LJ) | - Dinamo (Z) - Hajduk (S) - Rijeka | - Borac (BL) - Čelik (Z) - Sarajevo - Sloboda (T) - Velež (M) - Željezničar | - Vojvodina (NS) | - OFK Beograd - Crvena zvezda - Partizan - Radnički (K) - Radnički (N) | - nitko | - Budućnost (T) | - Vardar (S) |

- OFK Beograd, Beograd
- FK Borac, Banja Luka
- FK Budućnost, Titograd
- FK Crvena zvezda, Beograd
- NK Čelik, Zenica
- NK Dinamo, Zagreb
- NK Hajduk, Split
- NK Olimpija, Ljubljana
- FK Partizan, Beograd
- FK Radnički Kragujevac, Kragujevac
- FK Radnički Niš, Niš
- NK Rijeka, Rijeka
- FK Sarajevo, Sarajevo
- FK Sloboda, Tuzla
- FK Vardar, Skoplje
- FK Velež, Mostar
- FK Vojvodina, Novi Sad
- FK Željezničar, Sarajevo

## Ljestvica
| mj.     | klub                 | ut. | pob. | ner. | por. | gol+ | gol- | gr  | bod |
| ------- | -------------------- | --- | ---- | ---- | ---- | ---- | ---- | --- | --- |
| 1.      | Partizan             | 34  | 22   | 6    | 6    | 60   | 30   | +30 | 50  |
| 2.      | Hajduk Split         | 34  | 19   | 11   | 4    | 57   | 22   | +35 | 49  |
| 3.      | Dinamo Zagreb        | 34  | 17   | 10   | 7    | 38   | 23   | +15 | 44  |
| 4.      | Crvena zvezda        | 34  | 16   | 8    | 10   | 53   | 31   | +22 | 40  |
| 5.      | Vojvodina            | 34  | 11   | 12   | 11   | 41   | 42   | –1  | 34  |
| 6.      | Sloboda Tuzla        | 34  | 11   | 11   | 12   | 46   | 42   | +4  | 33  |
| 7.      | Sarajevo             | 34  | 12   | 9    | 13   | 45   | 51   | –6  | 33  |
| 8.      | OFK Beograd          | 34  | 13   | 7    | 14   | 40   | 48   | –8  | 33  |
| 9.      | Velež Mostar         | 34  | 10   | 12   | 12   | 39   | 37   | +2  | 32  |
| 10.     | Borac Banja Luka     | 34  | 9    | 14   | 11   | 34   | 40   | –6  | 32  |
| 11.     | Rijeka               | 34  | 9    | 13   | 12   | 35   | 37   | –2  | 31  |
| 12.     | Željezničar Sarajevo | 34  | 11   | 9    | 14   | 40   | 47   | –7  | 31  |
| 13.     | Čelik Zenica         | 34  | 10   | 10   | 14   | 29   | 35   | –6  | 30  |
| 14.     | Olimpija Ljubljana   | 34  | 10   | 10   | 14   | 37   | 44   | –7  | 30  |
| 15.     | Budućnost Titograd   | 34  | 11   | 8    | 15   | 25   | 42   | –17 | 30  |
| 16.     | Radnički Niš         | 34  | 7    | 15   | 12   | 30   | 41   | –11 | 29  |
| 17.     | Vardar Skoplje       | 34  | 8    | 12   | 14   | 27   | 36   | –9  | 28  |
| 18.     | Radnički Kragujevac  | 34  | 8    | 7    | 19   | 29   | 57   | –28 | 23  |
|         |                      |     |      |      |      |      |      |     |     |
| Izvori: |                      |     |      |      |      |      |      |     |     |

|  | Partizan je prvak Jugoslavije i plasirao se na Kup prvaka 1976./77.                           |
|  | Dinamo Zagreb i Crvena zvezda plasirali su se na Kup UEFA 1976./77.                           |
|  | Hajduk Split osvaja Kup Jugoslavije i plasirao se na Europski kup pobjednika kupova 1976./77. |
|  | Vardar Skoplje i Radnički Kragujevac ispali su u Drugu saveznu ligu                           |

## Rezultati
| 1975./76. | 1975./76.           | PAR | HAJ | DIN | C.Z | VOJ | SLO | SAR | OFK | VEL | BBL | RIJ | ŽEL | ČEL | OLI | BUD | R.N | VAR | R.K |
| 1.        | Partizan            |     | 1:6 | 3:0 | 1:4 | 5:2 | 2:1 | 2:0 | 2:0 | 2:0 | 4:0 | 2:0 | 0:0 | 1:1 | 1:0 | 3:0 | 2:0 | 1:0 | 3:0 |
| 2.        | Hajduk Split        | 0:1 |     | 2:1 | 1:0 | 0:0 | 4:0 | 4:0 | 4:2 | 0:0 | 3:0 | 1:3 | 5:1 | 3:0 | 2:1 | 2:0 | 1:0 | 2:0 | 2:0 |
| 3.        | Dinamo Zagreb       | 2:1 | 0:1 |     | 3:0 | 1:1 | 3:1 | 2:0 | 0:0 | 1:1 | 1:0 | 3:0 | 2:0 | 3:1 | 2:1 | 1:0 | 2:1 | 1:0 | 2:0 |
| 4.        | Crvena zvezda       | 2:0 | 0:1 | 2:0 |     | 1:1 | 1:3 | 5:1 | 0:1 | 1:0 | 2:1 | 2:1 | 3:0 | 0:1 | 0:0 | 4:0 | 3:0 | 3:1 | 5:0 |
| 5.        | Vojvodina           | 1:1 | 0:0 | 0:1 | 2:2 |     | 1:1 | 1:0 | 1:0 | 2:0 | 3:0 | 1:1 | 2:0 | 1:0 | 2:1 | 2:0 | 4:0 | 2:0 | 2:1 |
| 6.        | Sloboda Tuzla       | 2:0 | 1:1 | 1:1 | 0:0 | 2:0 |     | 1:0 | 1:0 | 1:0 | 0:1 | 1:0 | 2:2 | 0:0 | 3:1 | 2:0 | 1:1 | 0:0 | 6:0 |
| 7.        | Sarajevo            | 3:5 | 0:0 | 1:1 | 2:1 | 3:0 | 3:3 |     | 6:0 | 0:0 | 1:1 | 1:0 | 2:2 | 2:1 | 2:1 | 1:1 | 1:1 | 3:1 | 3:2 |
| 8.        | OFK Beograd         | 2:1 | 1:1 | 0:2 | 2:2 | 3:1 | 3:2 | 3:0 |     | 1:3 | 0:3 | 0:1 | 1:0 | 2:0 | 1:1 | 2:0 | 0:0 | 1:0 | 5:1 |
| 9.        | Velež Mostar        | 0:2 | 2:2 | 0:1 | 2:0 | 2:2 | 4:2 | 0:1 | 1:2 |     | 2:1 | 0:1 | 2:2 | 0:0 | 1:0 | 3:0 | 1:1 | 2:0 | 3:1 |
| 10.       | Borac Banja Luka    | 0:1 | 0:2 | 1:0 | 1:2 | 2:2 | 1:0 | 3:1 | 1:1 | 1:1 |     | 1:1 | 1:1 | 3:0 | 0:0 | 0:0 | 3:2 | 2:1 | 2:0 |
| 11.       | Rijeka              | 0:0 | 1:2 | 0:0 | 0:1 | 0:0 | 2:1 | 2:0 | 0:0 | 0:0 | 0:0 |     | 2:3 | 2:0 | 1:0 | 5:0 | 3:0 | 0:0 | 1:1 |
| 12.       | Željezničar         | 1:3 | 0:0 | 2:0 | 1:4 | 4:2 | 2:1 | 0:2 | 2:1 | 0:1 | 1:1 | 5:3 |     | 1:0 | 0:0 | 2:0 | 0:1 | 2:0 | 3:0 |
| 13.       | Čelik Zenica        | 0:3 | 0:0 | 2:0 | 2:0 | 1:1 | 3:4 | 1:0 | 1:2 | 1:1 | 2:1 | 3:0 | 2:1 |     | 2:0 | 2:0 | 1:1 | 0:0 | 2:0 |
| 14.       | Olimpija Ljubljana  | 0:1 | 4:2 | 0:0 | 2:2 | 3:2 | 1:1 | 1:3 | 2:1 | 1:2 | 0:0 | 1:1 | 1:1 | 1:0 |     | 1:0 | 3:2 | 3:1 | 1:0 |
| 15.       | Budućnost           | 1:1 | 1:2 | 1:1 | 1:0 | 1:0 | 1:0 | 2:0 | 2:1 | 1:0 | 0:0 | 2:0 | 1:0 | 0:0 | 2:3 |     | 3:1 | 2:0 | 1:0 |
| 16.       | Radnički Niš        | 0:2 | 0:0 | 0:0 | 0:0 | 1:0 | 2:2 | 2:0 | 4:1 | 4:3 | 0:0 | 2:2 | 0:1 | 1:0 | 2:0 | 0:0 |     | 0:0 | 0:0 |
| 17.       | Vardar Skoplje      | 1:1 | 2:1 | 0:0 | 0:1 | 2:0 | 1:0 | 2:2 | 3:0 | 1:0 | 2:2 | 1:1 | 1:0 | 0:0 | 3:0 | 2:1 | 0:0 |     | 1:2 |
| 18.       | Radnički Kragujevac | 1:2 | 0:0 | 0:1 | 0:0 | 3:0 | 1:0 | 0:1 | 0:1 | 2:2 | 4:1 | 3:1 | 1:0 | 1:0 | 1:3 | 1:1 | 2:1 | 1:1 |     |

| 1. kolo 16. 8. 1975. Vojvodina – Hajduk 0:0 17. 8. 1975. Sarajevo – Vardar 3:1 OFK Beograd – Sloboda 3:2 Velež – Čelik 0:0 Budućnost – Radnički (K) 1:0 Olimpija – Borac 0:0 Dinamo – Partizan 2:1 Rijeka – Crvena zvezda 0:1 Radnički (N) – Željezničar 0:1 2. kolo 23. 8. 1975. Crvena zvezda – Radnički (N) 3:0 24. 8. 1975. Sarajevo – OFK Beograd 6:0 Partizan – Rijeka 2:0 Borac – Dinamo 1:0 Radnički (K) – Olimpija 1:3 Čelik – Budućnost 2:0 Hajduk – Velež 0:0 Sloboda – Vojvodina 2:0 Vardar – Željezničar 1:0 3. kolo 27. 8. 1975. OFK Beograd – Vardar 1:0 Vojvodina – Sarajevo 1:0 Velež – Sloboda 4:2 Budućnost – Hajduk 1:2 Olimpija – Čelik 1:0 Dinamo – Radnički (K) 2:0 Rijeka – Borac 0:0 Radnički (N) – Partizan 0:2 Željezničar – Crvena zvezda 1:4 4. kolo 30. 8. 1975. Partizan – Željezničar 0:0 31. 8. 1975. Sarajevo – Velež 0:0 OFK Beograd – Vojvodina 3:1 Borac – Radnički (N) 3:2 Radnički (K) – Rijeka 3:1 Čelik – Dinamo 2:0 Hajduk – Olimpija 2:1 Sloboda – Budućnost 2:0 Vardar – Crvena zvezda 0:1 5. kolo 7. 9. 1975. Vojvodina – Vardar 2:0 Velež – OFK Beograd 1:2 Budućnost – Sarajevo 2:0 Olimpija – Sloboda 1:1 Dinamo – Hajduk 0:1 Rijeka – Čelik 2:0 Radnički (N) – Radnički (K) 0:0 Željezničar – Borac 1:1 Crvena zvezda – Partizan 2:0 6. kolo 13. 9. 1975. Borac – Crvena zvezda 1:2 Hajduk – Rijeka 1:3 Vojvodina – Velež 2:0 14. 9. 1975. Sarajevo – Olimpija 2:1 OFK Beograd – Budućnost 2:0 Radnički (K) – Željezničar 1:0 Čelik – Radnički (N) 1:1 Sloboda – Dinamo 1:1 Vardar – Partizan 1:1 7. kolo 20. 9. 1975. Dinamo – Sarajevo 2:0 Rijeka – Sloboda 2:1 21. 9. 1975. Velež – Vardar 2:0 Budućnost – Vojvodina 1:0 Olimpija – OFK Beograd 2:1 Radnički (N) – Hajduk 0:0 Željezničar – Čelik 1:0 Crvena zvezda – Radnički (K) 5:0 Partizan – Borac 4:0 8. kolo 27. 9. 1975. OFK Beograd – Dinamo 0:2 Čelik – Crvena zvezda 2:0 Hajduk – Željezničar 5:1 28. 9. 1975. Sarajevo – Rijeka 1:0 Vojvodina – Olimpija 2:1 Velež – Budućnost 3:0 Radnički (K) – Partizan 1:2 Sloboda – Radnički (N) 1:1 Vardar – Borac 2:2 9. kolo 4. 10. 1975. Olimpija – Velež 1:2 Partizan – Čelik 1:1 5. 10. 1975. Budućnost – Vardar 2:0 Dinamo – Vojvodina 1:1 Rijeka – OFK Beograd 0:0 Radnički (N) – Sarajevo 2:0 Željezničar – Sloboda 2:1 Crvena zvezda – Hajduk 0:1 Borac – Radnički (K) 2:0 10. kolo 8. 10. 1975. Sarajevo – Željezničar 2:2 OFK Beograd – Radnički (N) 0:0 Vojvodina – Rijeka 1:1 Velež – Dinamo 0:1 Budućnost – Olimpija 2:3 Čelik – Borac 2:1 Hajduk – Partizan 0:1 Vardar – Radnički (K) 1:2 9. 10. 1975. Sloboda – Crvena zvezda 0:0 11. kolo 18. 10. 1975. Crvena zvezda – Sarajevo 5:1 Željezničar – OFK Beograd 2:1 19. 10. 1975. Olimpija – Vardar 3:1 Dinamo – Budućnost 1:0 Rijeka – Velež 0:0 Radnički (N) – Vojvodina 1:0 Partizan – Sloboda 2:1 Borac – Hajduk 0:2 Radnički (K) – Čelik 1:0 12. kolo 25. 10. 1975. Sarajevo – Partizan 3:5 26. 10. 1975. OFK Beograd – Crvena zvezda 2:2 Vojvodina – Željezničar 2:0 Velež – Radnički (N) 1:1 Budućnost – Rijeka 2:0 Olimpija – Dinamo 0:0 Hajduk – Radnički (K) 2:0 Sloboda – Borac 0:1 Vardar – Čelik 0:0 13. kolo 1. 11. 1975. Čelik – Hajduk 0:0 Partizan – OFK Beograd 2:0 2. 11. 1975. Dinamo – Vardar 1:0 Rijeka – Olimpija 1:0 Radnički (N) – Budućnost 0:0 Željezničar – Velež 0:1 Crvena zvezda – Vojvodina 1:1 Borac – Sarajevo 3:1 Radnički (K) – Sloboda 1:0 14. kolo 8. 11. 1975. Vardar – Hajduk 2:1 9. 11. 1975. Sarajevo – Radnički (K) 3:2 OFK Beograd – Borac 0:3 Vojvodina – Partizan 1:1 Velež – Crvena zvezda 2:0 Budućnost – Željezničar 1:0 Olimpija – Radnički (N) 3:2 Dinamo – Rijeka 3:0 Sloboda – Čelik 0:0 15. kolo 22. 11. 1975. Borac – Vojvodina 2:2 Crvena zvezda – Budućnost 4:0 23. 11. 1975. Rijeka – Vardar 0:0 Radnički (N) – Dinamo 0:0 Željezničar – Olimpija 0:0 Partizan – Velež 2:0 Radnički (K) – OFK Beograd 0:1 Čelik – Sarajevo 1:0 Hajduk – Sloboda 4:0 16. kolo 2. 12. 1975. Budućnost – Partizan 1:1 3. 12. 1975. Sarajevo – Hajduk 0:0 OFK Beograd – Čelik 2:0 Vojvodina – Radnički (K) 2:1 Velež – Borac 2:1 Olimpija – Crvena zvezda 2:2 Dinamo – Željezničar 2:0 Rijeka – Radnički (N) 3:0 Vardar – Sloboda 1:0 17. kolo 6. 12. 1975. Hajduk – OFK Beograd 4:2 Partizan – Olimpija 1:0 7. 12. 1975. Radnički (N) – Vardar 0:0 Željezničar – Rijeka 5:3 Crvena zvezda – Dinamo 2:0 Borac – Budućnost 0:0 Radnički (K) – Velež 2:2 Čelik – Vojvodina 1:1 Sloboda – Sarajevo 1:0 | 18. kolo 6. 3. 1976. Željezničar – Radnički (N) 0:1 7. 3. 1976. Crvena zvezda – Rijeka 2:1 Partizan – Dinamo 3:0 Borac – Olimpija 0:0 Radnički (K) – Budućnost 1:1 Čelik – Velež 1:1 Hajduk – Vojvodina 0:0 Sloboda – OFK Beograd 1:0 Vardar – Sarajevo 2:2 19. kolo 13. 3. 1976. Dinamo – Borac 1:0 Velež – Hajduk 2:2 14. 3. 1976. OFK Beograd – Sarajevo 3:0 Vojvodina – Sloboda 1:1 Budućnost – Čelik 0:0 Olimpija – Radnički (K) 1:0 Rijeka – Partizan 0:0 Radnički (N) – Crvena zvezda 0:0 Željezničar – Vardar 2:0 20. kolo 20. 3. 1976. Partizan – Radnički (N) 2:0 21. 3. 1976. Sarajevo – Vojvodina 3:0 Crvena zvezda – Željezničar 3:0 Borac – Rijeka 1:1 Radnički (K) – Dinamo 0:1 Čelik – Olimpija 2:0 Hajduk – Budućnost 2:0 Sloboda – Velež 1:0 Vardar – OFK Beograd 3:0 21. kolo 24. 3. 1976. Vojvodina – OFK Beograd 1:0 Velež – Sarajevo 0:1 Budućnost – Sloboda 1:0 Dinamo – Čelik 3:1 Rijeka – Radnički (K) 1:1 Radnički (N) – Borac 0:0 Željezničar – Partizan 1:3 Crvena zvezda – Vardar 3:1 25. 3. 1976. Olimpija – Hajduk 4:2 22. kolo 27. 3. 1976. OFK Beograd – Velež 1:3 28. 3. 1976. Sarajevo – Budućnost 1:1 Partizan – Crvena zvezda 1:4 Borac – Željezničar 1:1 Radnički (K) – Radnički (N) 2:1 Čelik – Rijeka 3:0 Hajduk – Dinamo 2:1 Sloboda – Olimpija 3:1 Vardar – Vojvodina 2:0 23. kolo 3. 4. 1976. Crvena zvezda – Borac 2:1 Velež – Vojvodina 2:2 4. 4. 1976. Budućnost – OFK Beograd 2:1 Olimpija – Sarajevo 1:3 Dinamo – Sloboda 3:1 Rijeka – Hajduk 1:2 Radnički (N) – Čelik 1:0 Željezničar – Radnički (K) 3:0 Partizan – Vardar 1:0 24. kolo 10. 4. 1976. Sarajevo – Dinamo 1:1 11. 4. 1976. OFK Beograd – Olimpija 1:1 Vojvodina – Budućnost 2:0 Borac – Partizan 0:1 Radnički (K) – Crvena zvezda 0:0 Čelik – Željezničar 2:1 Hajduk – Radnički (N) 1:0 Sloboda – Rijeka 1:0 Vardar – Velež 1:0 25. kolo 1. 5. 1976. Crvena zvezda – Čelik 0:1 2. 5. 1976. Budućnost – Velež 1:0 Olimpija – Vojvodina 3:2 Dinamo – OFK Beograd 0:0 Rijeka – Sarajevo 2:0 Radnički (N) – Sloboda 2:2 Željezničar – Hajduk 0:0 Partizan – Radnički (K) 3:0 Borac – Vardar 2:1 26. kolo 5. 5. 1976. Sarajevo – Radnički (N) 1:1 OFK Beograd – Rijeka 0:1 Velež – Olimpija 1:0 Radnički (K) – Borac 4:1 Čelik – Partizan 0:3 Hajduk – Crvena zvezda 1:0 Sloboda – Željezničar 2:2 Vardar – Budućnost 2:1 6. 5. 1976. Vojvodina – Dinamo 0:1 27. kolo 8. 5. 1976. Crvena zvezda – Sloboda 1:3 Radnički (K) – Vardar 1:1 9. 5. 1976. Olimpija – Budućnost 1:0 Dinamo – Velež 1:1 Rijeka – Vojvodina 0:0 Radnički (N) – OFK Beograd 4:1 Željezničar – Sarajevo 0:2 Partizan – Hajduk 1:6 Borac – Čelik 3:0 28. kolo 29. 5. 1976. Sloboda – Partizan 2:0 30. 5. 1976. Sarajevo – Crvena zvezda 2:1 OFK Beograd – Željezničar 1:0 Vojvodina – Radnički (N) 4:0 Velež – Rijeka 0:1 Budućnost – Dinamo 1:1 Čelik – Radnički (K) 2:0 Hajduk – Borac 3:0 Vardar – Olimpija 3:0 29. kolo 2. 6. 1976. Dinamo – Olimpija 2:1 Rijeka – Budućnost 5:0 Radnički (N) – Velež 4:3 Željezničar – Vojvodina 4:2 Crvena zvezda – OFK Beograd 0:1 Borac – Sloboda 1:0 Radnički (K) – Hajduk 0:0 Čelik – Vardar 0:0 3. 6. 1976. Partizan – Sarajevo 2:0 30. kolo 5. 6. 1976. Hajduk – Čelik 3:0 6. 6. 1976. Sarajevo – Borac 1:1 OFK Beograd – Partizan 2:1 Vojvodina – Crvena zvezda 2:2 Velež – Željezničar 2:2 Budućnost – Radnički (N) 3:1 Olimpija – Rijeka 1:1 Sloboda – Radnički (K) 6:0 Vardar – Dinamo 0:0 31. kolo 26. 6. 1976. Crvena zvezda – Velež 1:0 Rijeka – Dinamo 0:0 27. 6. 1976. Radnički (N) – Olimpija 2:0 Željezničar – Budućnost 2:0 Partizan – Vojvodina 5:2 Borac – OFK Beograd 1:1 Radnički (K) – Sarajevo 0:1 Čelik – Sloboda 3:4 Hajduk – Vardar 2:0 32. kolo 23. 6. 1976. Velež – Partizan 0:2 Vojvodina – Borac 3:0 30. 6. 1976. Sarajevo – Čelik 2:1 OFK Beograd – Radnički (K) 5:1 Olimpija – Željezničar 1:1 Dinamo – Radnički (N) 2:1 Sloboda – Hajduk 1:1 Vardar – Rijeka 1:1 1. 7. 1976. Budućnost – Crvena zvezda 1:0 33. kolo 4. 7. 1976. Radnički (N) – Rijeka 2:2 Željezničar – Dinamo 2:0 Crvena zvezda – Olimpija 0:0 Partizan – Budućnost 3:0 Borac – Velež 1:1 Radnički (K) – Vojvodina 3:0 Čelik – OFK Beograd 1:2 Hajduk – Sarajevo 4:0 Sloboda – Vardar 0:0 34. kolo 11. 7. 1976. Sarajevo – Sloboda 3:3 OFK Beograd – Hajduk 1:1 Vojvodina – Čelik 1:0 Velež – Radnički (K) 3:1 Budućnost – Borac 0:0 Olimpija – Partizan 0:1 Dinamo – Crvena zvezda 3:0 Rijeka – Željezničar 2:3 Vardar – Radnički (N) 0:0 |

## Prvaci
Partizan
trener: Tomislav Kaloperović
igrači (utakmica/golova): 
- Momčilo Vukotić (33/7)
- Rešad Kunovac (33/0)
- Borisav Đurović (32/1)
- Radmilo Ivančević (32/0)
- Nenad Bjeković (31/24)
- Ilija Zavišić (31/6)
- Refik Kozić (30/0)
- Ivan Golac (26/0)
- Aranđel Todorović (25/2)
- Boško Đorđević (23/5)
- Predrag Tomić (23/1)
- Vukan Perović (19/7)
- Vladimir Pejović (19/0)
- Dragan Arsenović (16/1)
- Svemir Đorđić (14/1)
- Nenad Stojković (14/0)
- Pavle Grubješić (12/3)
- Aleksandar Trifunović (8/0)
- Radomir Antić (7/1)
- Blagoj Istatov (3/0)
- Sima Nikolić (3/0)
- Xhevat Prekazi (3/0)
- Nenad Cvetković (1/0)
Izvori:[4][5]

## Statistika

### Ljestvica strijelaca
| Pl. | Ime                    | Klub               | Pogodaka |
| --- | ---------------------- | ------------------ | -------- |
| 1.  | Nenad Bjeković         | Partizan           | 24       |
| 2.  | Dragutin Vabec         | Dinamo Zagreb      | 19       |
| 3.  | Vahid Halilhodžić      | Velež Mostar       | 17       |
| 4.  | Slaviša Žungul         | Hajduk Split       | 14       |
| 5.  | Jovan Geca             | Sloboda Tuzla      | 13       |
| 6.  | Jurica Jerković        | Hajduk Split       | 12       |
| 7.  | Zoran Filipović        | Crvena zvezda      | 11       |
| 8.  | Vili Ameršek           | Olimpija Ljubljana | 10       |
| 8.  | Muhamed Ibrahimbegović | Borac Banja Luka   | 10       |
| 8.  | Goran Jurišić          | Olimpija Ljubljana | 10       |
| 8.  | Srebrenko Repčić       | Sarajevo           | 10       |

## Poveznice
- Druga savezna liga 1975./76.
- Treći rang prvenstva Jugoslavije 1975./76.
- Kup maršala Tita 1975./76.

## Vanjske poveznice
- www.strategija.org
  - Poslednja sekunda odlučila šampiona
  - Fudbalerko Nogometović istražuje: Sezona 1975/76 – počelo je “ludo” prvenstvo …
  - Fudbalerko Nogometović istražuje: Sezona 1975/76 – Partizanu jesen!
  - Fudbalerko Nogometović istražuje: Sezona 1975/76 – “crno-beli” beže konkurentima …
  - Fudbalerko Nogometović istražuje: Sezona 1975/76 – ljubljanski triler odlučio šampiona
  - Fudbalerko Nogometović istražuje: Sezona 1975/76 – u kupu ništa novo!
- historical-lineups.com: Godišnjak 1975-76
- historical-lineups.com: Klubovi 1975-76
- Eu-football.info